# Debre Zeit
Debre Zeit is een stad in Ethiopische regio Oromiya.
In 2005 telde Debre Zeit 131.159 inwoners. In 2012 is dit gegroeid tot 171.115 inwoners. 
Hoewel Debre Zeit de officiële naam van de stad is wordt de naam Bishoftu met name door de Oromo-bevolking veel liever gebruikt. Deze naam was tot 1955 ook in gebruik als officiële naam. 
In en om Debre Zeit zijn veel Nederlandse ondernemers. Mede in verband hiermee is er een internationale school met een Cambridge licentie. 

## Geboren
- Dawit Wolde (1991), atleet